# Суперінтендант поліції
Суперінтендант (англ. Superintendent) — це звання в поліції Великої Британії, а також у багатьох державах Британської співдружності, які використовують британську систему побудови поліції (Австралія, Нова Зеландія, та інші), а також в деяких інших державах (Італія, Португалія).
Якщо порівнювати звання суперінтенданта з військовими званнями то його аналогом буде підполковник (Австралія, Канада, Ірландія) чи майор (Велика Британія).

## Знаки розрізнення суперінтенданту

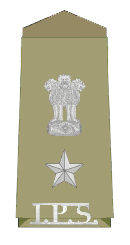
Поліція Індії
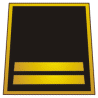
Поліція Італії
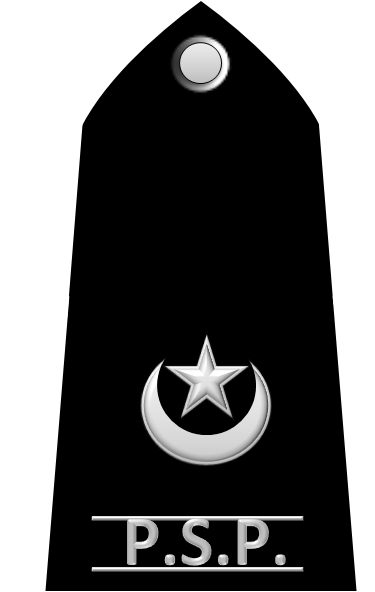
Поліція Пакистану
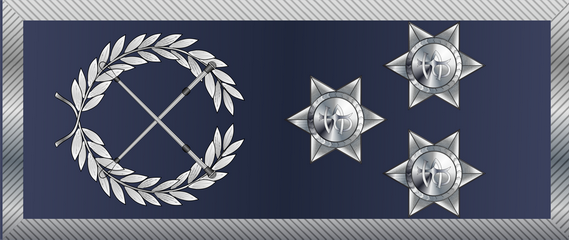
Поліція державної безпеки Португалії
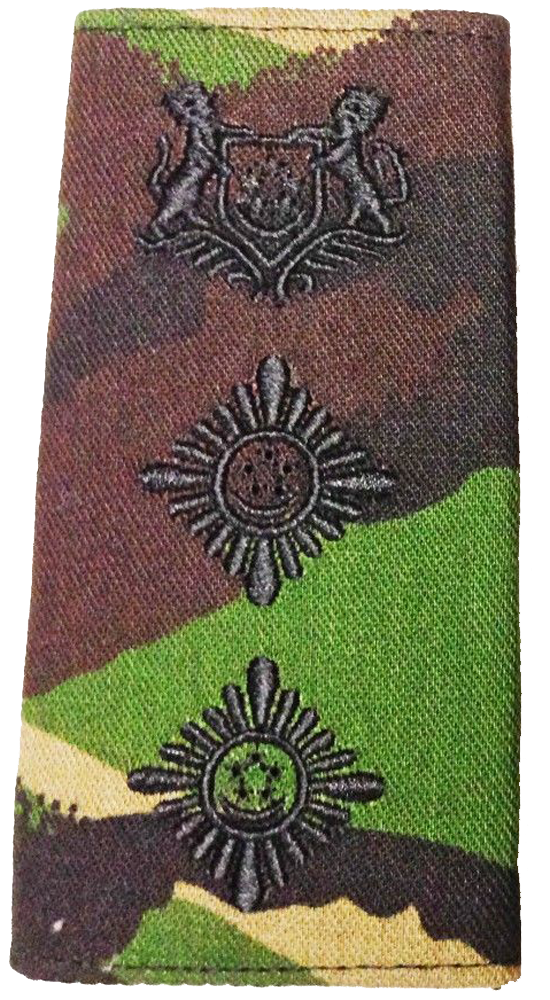
Поліція Сінгапуру
Поліція Швеції
Поліція Великої Британії
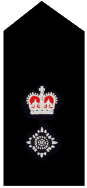
Федеральна поліція Австралії
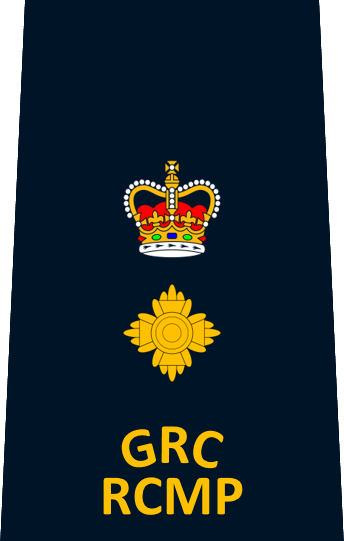
Канадська королівська кінна поліція
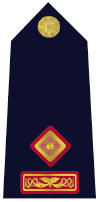
Поліція Ірландії
Національне поліцейське агентство (Південна Корея)

## Старші суперінтенданти за країною

### Велика Британія
У британській поліції старший суперінтендант (Supt), звання начальницького складу поліції вище за рангом ніж старший інспектор, та нижче ніж головний суперінтендант.
Знаками розрізнення суперінтенданту є корона на погоні. Такі ж знаки розрізнення використовують британські армійські майори.

#### Столична поліція
Звання суперінтендант було введено в основу Столичної поліції в 1829 році. Кожним дивізіоном поліції командував суперінтендант. Ранг нижче суперінтенданта був спочатку інспектор до появи звання головного інспектора в 1868 році. Спочатку лише комісар столичної поліції мав вищий ранг, ніж суперінтендант (і вони не були кадровими поліцейськими). У 1839 році капітан Вільям Хей (комісар Столичної поліції, один з двох керівників поліції) отримав новий ранг інспектора-суперінтенданта, який був замінений на помічника комісара Столичної поліції у 1856 році. Звання суперінтендант дистрикту було введено між суперінтендантом та помічником комісара у 1869 році, та було перейменовано на головного констебля в 1886 році.
Звання суперінтенданта також було прийнято у Детективної філії (пізніше Департамент карного розшуку) з 1868 року, коли Адольф Вільямсом, перший керівник філії, був підвищений до цього звання.
У 1949 році суперінтенданти Столичної поліції були переведені на нове звання головного суперінтенданта, головних інспекторів було підвищено до суперінтендантів, а субдивізійних інспекторів і дивізійних детектив інспекторів було переведено на головних інспекторів (разом з тими ці чини було скасовано).
У вересні 1953 року відбулася ще одна зміна, коли звання було розбито на суперінтенданта I класу (поточні суперінтенданти, головні інспектори, що командують субдивізіонами та детективні головні інспектори, що командують дивізійними підрозділами Департаменту карного розшуку), та суперінтенданта II класу (інші поточні головні інспектори), з переглядом звання головного інспектора, що створюється для старшого інспектора. Суперінтенданти II класу за знаки розрізнення використовували корону (знаки розрізнення, які раніше носили головні інспектори), а суперінтенданти I класу мали за знаки розрізнення корону над зіркою (раніше носили суперінтенданти). Це тривало до 1974 року, коли звання суперінтендант знову стало єдиним званням, корона на погонах знову стала їх знаком розрізнення.
З січня 1954 року в кожному субдивізіоні був один суперінтендант I класу та один головний інспектор у кожному дивізіоні, один головний суперінтендант, один суперінтендант II класу та один детективний суперінтендант I класу у кожному дивізіоні та один командер, один заступник командера, по одному старшому суперінтенданту детективу та по одному детективному суперінтенданту II класу у кожному дистрикту.

#### Інші британські підрозділи
У більшості інших поліцейських підрозділах британської поліції звання суперінтенданта знаходилося між званнями інспектора та помічником головного констебля аж до ХХ століття.

### Австралія
В Австралії суперінтендант старше звання від головного інспектора, та молодше від головного суперінтенданта (поліція штату Вікторія, поліція Південної Австралії, нової поліції Південного Уельсу, поліція штату Квінсленд) або помічника комісара (поліція Західної Австралії).
Знаками розрізнення суперінтендантів є корона над однією зіркою Лазні (або у випадку з поліцією Нового Південного Уельсу, вінцем над однією зіркою) так само, як підполковники австралійської та британської армій.

### Канада
У Королівській канадській кінній поліції як правило, є наступним більшим званням за інспектора.

### Гонконг
У поліції Гонконгу звання базуються на британській системі: головний суперінтендант (CSP) — командує відділенням або округом формування, старший суперінтендант (SSP) — другий відповідальний за дільницю або командир бюро, суперінтендант (SP) — командує підрозділом штабу або підрозділом поліції.

### Ірландія
В національній поліція Ірландії, звання суперінтенданта знаходиться між інспектором і головним суперінтендантом. Зазвичай в одному поліційному дивізіоні (відділку) по штату присутні два-три суперінтенданти. Детективи, мають приставу до свого звання: суперінтендант-детектив. Кожним округом (дистриктом) поліції командує суперінтендант. Округи, це підрозділи дивізіонів, якими командують головні суперінтенданти. Знаки розрізнення суперінтенданта — одна червоно-золота зірка над червоно-золотою смугою.

### Макао
Суперінтендант-генерал та суперінтендант — це звання командира та заступників командувачів Поліція громадської безпеки (CPSP) Макао. Звання суперінтенданта старше ніж ранг інтенданта.
Знаки розрізнення CPSP відповідає загальній моделі португальської поліції громадської безпеки, де використовуються лаврові вінки, зірки PSP (шестипроменеві срібні зірки з монограмою «SP» в центрі) число яких визначає ранг носія. Кількість зірок у суперінтенданта-генерала та суперінтенданта, відповідно чотири та три. Знаки рангів суперінтенданта-генерала та суперінтенданта також відрізняються тим, що вони перебувають на червоних погонах замість темно-синіх як у інших рангів.

### Португалія
Суперінтендант — старший офіцерський чин у Поліція громадської безпеки Португалії. Звання суперінтенданта поліції поступається лише старшому суперінтенданту, та є більш вищим званням за інтенданта і приблизно еквівалентний полковнику у збройних силах.
Суперінтенданти як правило виконують роль командуючих дільничних командувань або роль командуючих у столичних та регіональних командуваннях.
Знаки розрізнення суперінтенданту розміщуються на темно-синіх погонах, зі срібною облямівкою, на кожному з погонів розміщено перехрещені канчуки у лавровому вінку, вище якого розміщено три поліцейські зірки (шестипроменеві срібні зірки із монограмою «SP» у центрі) розміщенні перевернутим трикутником.

### Нова Зеландія
У Поліції Нової Зеландії звання суперінтендант вище за інспектора та нижче від помічника комісара поліції. Суперінтенданти зазвичай призначаються командирами округів, а також таке звання має комендант Королівського поліцейського коледжу Нової Зеландії.

### США
У США суперінтендант є титулом, який використовується керівниками певних департаментів поліції, таких як поліція штату Нью-Йорк, поліція штату Массачусетс, поліція штату Нью-Джерсі, департамент поліції Чикаго, департамент поліції Нового Орлеана, патруль штату Огайо, патруль штату Міссурі, поліція штату Орегон та поліція штату Індіана. У деяких відділах поліції це може бути посада (та звання) помічника начальника поліції, прикладами яких є Кембриджський департамент поліції, Департамент поліції Бостона (в обох випадках департаменти поліції очолює комісар).
У зв'язку з тим, що в різних департаментах поліції існують різноманітні системи ієрархії звань поліції, а також використовуються різноманітні знаки розрізнення. Знаки розрізнення можуть використовувати знаки розрізнення армійського зразка, як у чотиризіркового генерала (департаменти поліції Чикаго, Нового Орлеана, Кембридж, Бостону), двозіркового генерала (поліція штату Нью-Йорк), однозіркового генерала (поліція штату Індіана), полковника (поліція штатів Массачусетс, Нью-Джерсі, дорожня поліція штату Огайо).